# دانمارک در المپیک تابستانی ۲۰۱۲
دانمارک در بازی‌های المپیک تابستانی ۲۰۱۲ که در شهر لندن برگزار شد، کاروان دانمارک با ۱۱۳ ورزشکار در این رقابت‌ها شرکت کرد و موفق به کسب ۹ مدال (۲ طلا، ۴ نقره، ۳ برنز) شد. در جدول رتبه‌بندی توزیع مدال‌ها، دانمارک در ردهٔ ۲۹ مسابقات قرار گرفت.